# Championnat féminin de la CONCACAF 2014
Navigation
Édition précédente Édition suivante
Le Championnat féminin de la CONCACAF 2014, est la neuvième édition du Championnat féminin de la CONCACAF, qui met aux prises les 8 meilleures sélections féminines de football d'Amérique du Nord, d'Amérique centrale et des Caraïbes affiliées à la CONCACAF. La compétition se déroule aux États-Unis du 15 au 26 octobre 2014. 
Elle sert également de tournoi qualificatif pour la Coupe du monde de football féminin 2015 qui se déroule au Canada et pour laquelle les 3 premières équipes se qualifient directement, alors que l'équipe 4e accède au barrage intercontinental contre une équipe de la CONMEBOL. Le Canada ne participe pas au tournoi, ils sont déjà qualifiés pour le mondial en tant qu'hôtes.

## Villes et stades
| Washington, D.C.                                | \| Washington, D.C. Bridgeview Kansas City Chester \| | Kansas City Kansas              |
| ----------------------------------------------- | ----------------------------------------------------- | ------------------------------- |
| RFK Stadium Capacité : 45 596                   | \| Washington, D.C. Bridgeview Kansas City Chester \| | Sporting Park Capacité : 18 467 |
|                                                 | \| Washington, D.C. Bridgeview Kansas City Chester \| |                                 |
| Bridgeview Illinois                             | \| Washington, D.C. Bridgeview Kansas City Chester \| | Chester Pennsylvanie            |
| Toyota Park Capacité : 20 000                   | \| Washington, D.C. Bridgeview Kansas City Chester \| | PPL Park Capacité : 18 500      |
|                                                 | \| Washington, D.C. Bridgeview Kansas City Chester \| |                                 |
| Washington, D.C. Bridgeview Kansas City Chester | \| Washington, D.C. Bridgeview Kansas City Chester \| |                                 |

## Nations participantes
| Équipe                 | Qualification         | Nombre de participations |
| Zone Amérique du Nord  | Zone Amérique du Nord | Zone Amérique du Nord    |
| ---------------------- | --------------------- | ------------------------ |
| États-Unis             | Automatiquement       | 8e                       |
| Mexique                | Automatiquement       | 8e                       |
| Zone Caraïbes          |                       |                          |
| Jamaïque               | Premier du groupe A   | 5e                       |
| Trinité-et-Tobago      | Premier du groupe B   | 9e                       |
| Haïti                  | Deuxième du groupe A  | 5e                       |
| Martinique             | Deuxième du groupe B  | 3e                       |
| Zone Amérique Centrale |                       |                          |
| Guatemala              | Premier du groupe 1   | 4e                       |
| Costa Rica             | Premier du groupe 2   | 6e                       |

## Règlement
- une victoire compte pour 3 points ;
- un match nul compte pour 1 point ;
- une défaite compte pour 0 point.

Le classement des équipes est établi grâce aux critères suivants :
1. Plus grand nombre de points obtenus dans tous les matchs du groupe ;
2. Meilleure différence de buts dans tous les matchs du groupe ;
3. Plus grand nombre de buts marqués dans tous les matchs du groupe ;
4. Plus grand nombre de points obtenus entre les équipes à égalité ;
5. Tirage au sort.

- Les deux premiers de chaque groupe sont qualifiés pour les demi-finales où le premier d'un groupe affronte le deuxième de l'autre.
- Les trois premiers du tournoi sont qualifiés pour la Coupe du monde 2019.
- Le quatrième (demi-finaliste) accède au barrage intercontinental